# Hymenocoleus hirsutus
Hymenocoleus hirsutus là một loài thực vật có hoa trong họ Thiến thảo. Loài này được (Benth.) Robbr. mô tả khoa học đầu tiên năm 1975.